# Gun Creek
Gun Creek är ett vattendrag i Kanada.   Det ligger i provinsen British Columbia, i den sydvästra delen av landet, 3 500 km väster om huvudstaden Ottawa. Gun Creek ligger vid sjön Carpenter Lake.
I omgivningarna runt Gun Creek växer i huvudsak barrskog. Trakten runt Gun Creek är nära nog obefolkad, med mindre än två invånare per kvadratkilometer.